# Premio al Coraje Civil
El Premio al Coraje Civil es un galardón fundado por John Train en el año 2000. La Fundación Train, anteriormente conocida desde 1987 como Fondo Northcote Parkinson, honra a personas cuyos actos extraordinarios realizados deliberadamente, con el tiempo, han demostrado la firme resistencia al mal con gran riesgo personal.

## Premios
| Año  | Premiados                           | País                                 | Ref.  |
| ---- | ----------------------------------- | ------------------------------------ | ----- |
| 2000 | Nataša Kandić                       | Yugoslavia                           | [ 1 ] |
| 2001 | Paul Kamara                         | Sierra Leona                         | [ 1 ] |
| 2002 | Vladimiro Roca Antúnez              | Cuba                                 | [ 1 ] |
| 2003 | Shahnaz Bukhari                     | Pakistán                             | [ 1 ] |
| 2004 | Emadeddin Baghi                     | Irán                                 | [ 1 ] |
| 2004 | Lovemore Madhuku                    | Zimbabue                             | [ 1 ] |
| 2005 | Min Ko Naing                        | Birmania                             | [ 1 ] |
| 2005 | Anna Politkovskaya                  | Rusia                                | [ 1 ] |
| 2006 | Rafael Marques de Morais            | Angola                               | [ 1 ] |
| 2007 | Phillip Buck                        | Estados Unidos                       | [ 1 ] |
| 2008 | Ali Salem                           | Egipto                               | [ 1 ] |
| 2009 | Aminatou Haidar                     | República Árabe Saharaui Democrática | [ 1 ] |
| 2010 | Andrew White                        | Inglaterra                           | [ 1 ] |
| 2011 | Lydia Cacho Ribeiro                 | México                               | [ 1 ] |
| 2011 | Triveni Acharya                     | India                                | [ 1 ] |
| 2012 | Yu Jie                              | China                                | [ 2 ] |
| 2013 | Denis Mukwege                       | República Democrática del Congo      | [ 1 ] |
| 2014 | Nicola Gratteri                     | Italia                               | [ 1 ] |
| 2015 | Iris Yassmin Barrios Aguilar        | Guatemala                            | [ 3 ] |
| 2015 | Claudia Paz y Paz                   | Guatemala                            | [ 3 ] |
| 2016 | Raqqa Is Being Slaughtered Silently | Siria                                | [ 4 ] |
| 2017 | Pierre Claver Mbonimpa              | Burundi                              | [ 5 ] |
| 2018 | Vladimir Kara-Murza                 | Rusia                                | [ 1 ] |
| 2019 | Gonzalo Himiob                      | Venezuela                            | [ 1 ] |

## A título póstumo
| Premiados                | Año de muerte | País      | Ref.  |
| ------------------------ | ------------- | --------- | ----- |
| Dietrich Bonhoeffer      | 1945          | Alemania  | [ 6 ] |
| Giovanni Falcone         | 1992          | Italia    | [ 6 ] |
| Abdul-Latif Ali al-Mayah | 2004          | Irak      | [ 6 ] |
| Rosemary Nelson          | 1999          | Irlanda   | [ 6 ] |
| Munir Said Thalib        | 2004          | Indonesia | [ 6 ] |
| Neelan Tiruchelvam       | 1999          | Sri Lanka | [ 6 ] |
| Raoul Wallenberg         | 1947          | Suecia    | [ 6 ] |